# Chasse au cerf (jeu)
Pour les articles homonymes, voir Chasse au cerf.

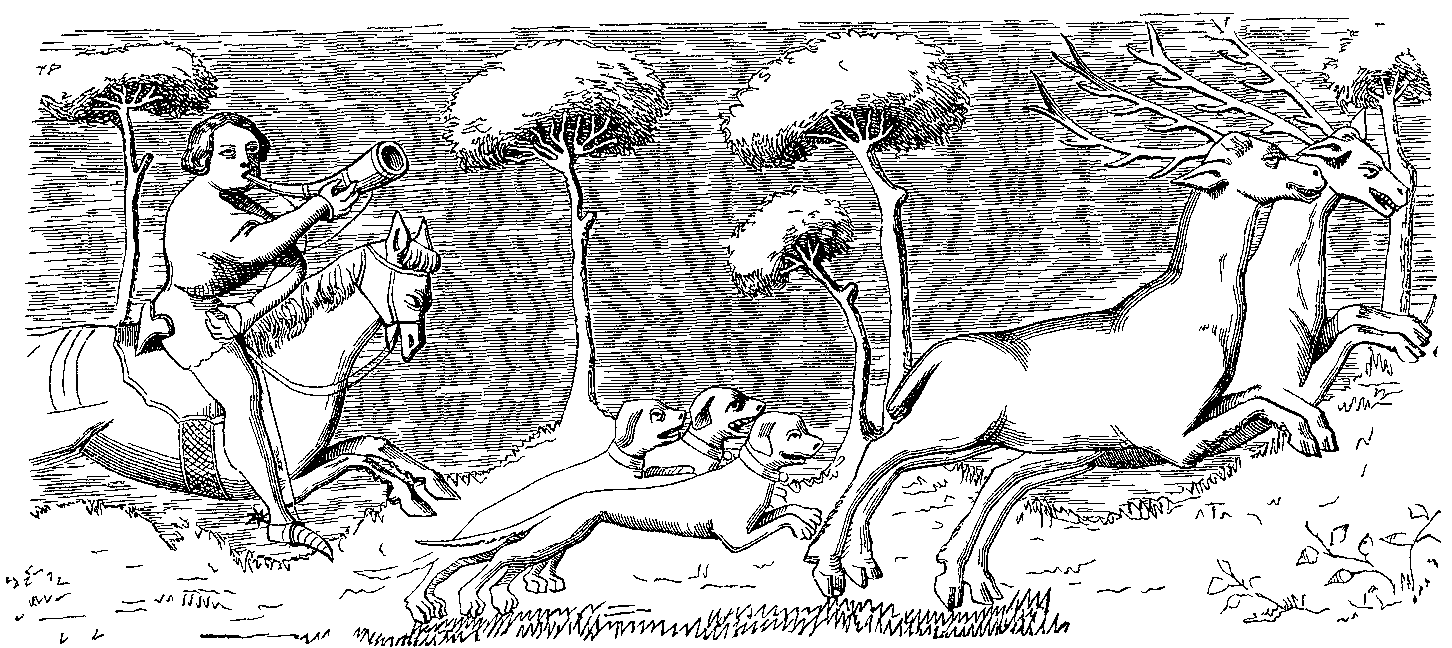
Représentation d'une chasse au cerf

Dans la théorie des jeux, la chasse au cerf est un jeu qui décrit un conflit entre sécurité et coopération sociale. Ses autres noms incluent "jeu d'assurance", "jeu de coordination" et "dilemme de confiance". Jean-Jacques Rousseau a décrit une situation dans laquelle deux individus partaient à la chasse . Chacun peut choisir individuellement de chasser un cerf ou de chasser un lièvre . Chaque joueur doit choisir une action sans connaître le choix de l'autre. Si un individu chasse un cerf, il doit avoir la coopération de son partenaire pour réussir. Un individu peut obtenir un lièvre par lui-même, mais un lièvre vaut moins qu'un cerf. Cela a été considéré comme une analogie utile pour la coopération sociale, telle que les accords internationaux sur le changement climatique.
La chasse aux cerfs diffère du dilemme du prisonnier en ce qu'il existe deux équilibres de stratégie purement Nash : lorsque les deux joueurs coopèrent et que les deux joueurs font défaut. Dans le dilemme du prisonnier, en revanche, bien que les deux joueurs coopérant soient efficaces selon Pareto, le seul équilibre pur de Nash réside dans le choix des deux joueurs de faire défection.

## Définition formelle
Formellement, une chasse au cerf est un jeu avec deux équilibres de Nash purement stratégiques : un dominant à risque et un autre à gain prépondérant. La matrice de gains de la figure 1 illustre une chasse au cerf générique, où {\displaystyle a>b\geq d>c} . Souvent, les jeux avec une structure similaire mais sans risque d'équilibre de Nash à risque dominant sont appelés jeu d'assurance. Par exemple, si a = 2, b = 1, c = 0 et d = 1. Alors que (Hare, Hare) reste un équilibre de Nash, il n’est plus dominant en risque. Néanmoins, beaucoup appelleraient ce jeu une chasse au cerf.